# Ганноверский союз

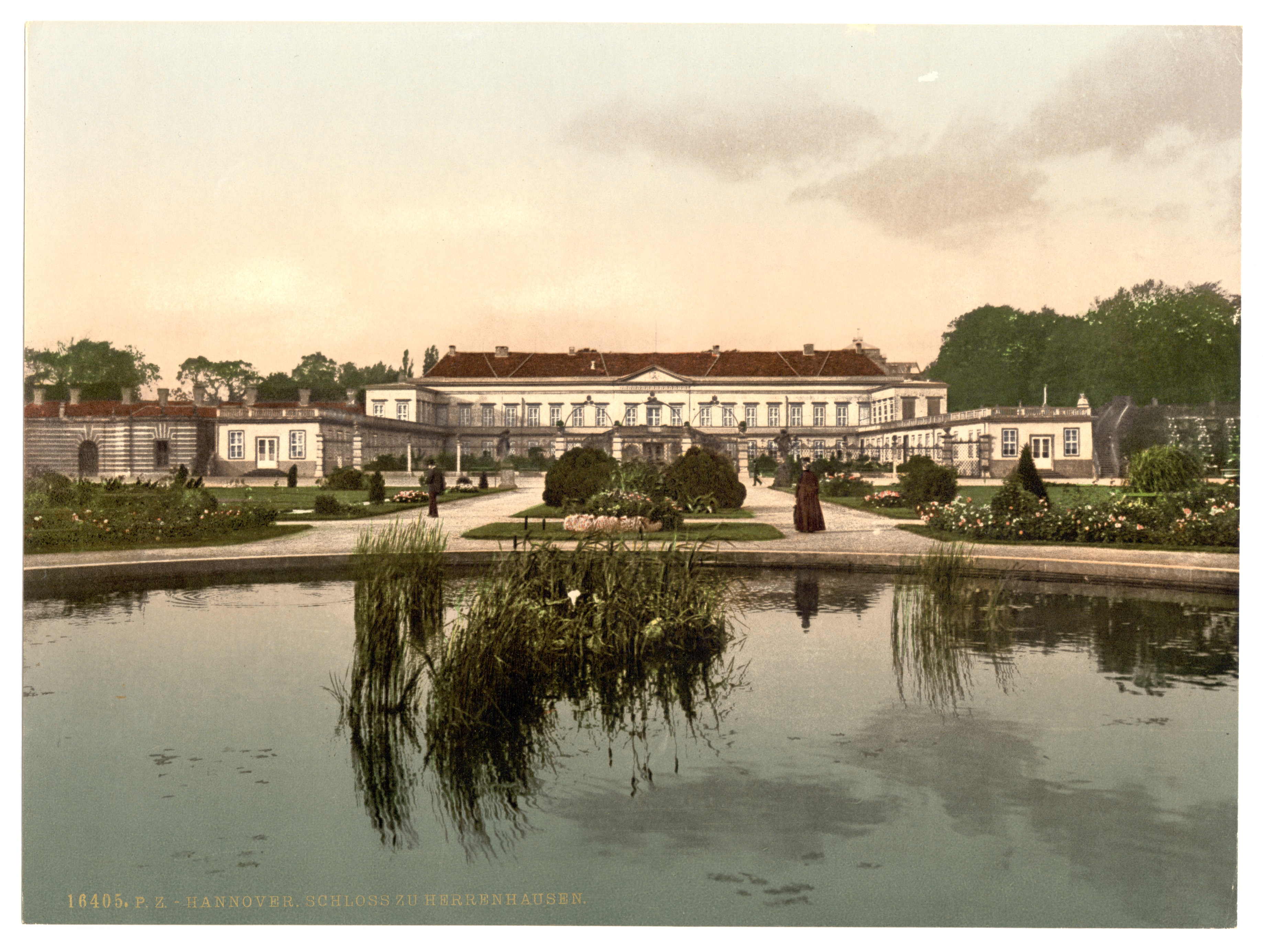
Место заключения Ганноверского союза — замок Херренхаузен

Ганноверский союз (англ. Treaty of Hanover) — оборонительный союз, заключённый 3 сентября 1725 года в расположенном неподалёку от Ганновера замке Херренхаузен между Великобританией, Францией и Пруссией. Союз стал противовесом австро-испанскому альянсу (Венский союз), участники которого стремились решить в свою пользу торгово-политические противоречия с Англией и Францией.
Оба союза активно искали себе новых союзников. 9 августа 1726 года к Ганноверскому союзу присоединилась Голландия, 14 мая 1727 года Швеция, а затем и Дания. В то же время, в 1726 году Пруссия вышла из альянса и присоединилась к Венскому союзу.
Несмотря на готовность держав начать войну, напряжённая обстановка вылилась лишь в неудачную осаду испанцами принадлежавшего Великобритании Гибралтара в 1727 году. В дальнейшем англо-французской дипломатии удалось расстроить австро-испанский союз, заключив в 1729 году с Испанией Севильский договор, в котором Англия и Франция уступали испанцам по всем спорным вопросам. С другой стороны, во время Суассонского конгресса, открывшегося летом 1728 года, и подписания Севильского договора между Англией и Францией выявились глубокие политические и экономические противоречия.
К началу 1730 года Венский и Ганноверский союзы формально продолжали существовать, однако они уже не представляли собой сплочённых блоков. Англия и Дания постепенно сближались с Австрией и старались нормализировать отношения с Россией, которая также присоединилась к Венскому союзу. Франция оказалась практически в изоляции. В Европе складывалась новая расстановка сил.